# Szúcsgyertyános
Szúcsgyertyános (1899-ig Hrabovka, szlovákul Hrabovka) község Szlovákiában, a Trencséni kerületben, a Trencséni járásban.

## Fekvése
Trencséntől 4 km-re északra fekszik.

## Története
A települést 1423-ban „Hraboka” néven említik először. A szucsányi uradalomhoz tartozott, később a trencséni uradalom része volt. 1598-ban 14 ház állt a településen. 1720-ban 6 adózója volt. 1784-ben 46 házában 49 családban 276 lakos élt.
A 18. század végén Vályi András így ír róla: „HRABOVKA. Két tót faluk Trentsén Várm. főldes Ura G. Illésházy Uraság, lakosai katolikusok, fekszenek Alsó Szucsa mellett, Trentsényhez mint egy mértföldnyire, savanyú forrása is van, legelője, réttye elég.”
1828-ban 46 háza volt 354 lakossal. Lakói főként mezőgazdasággal foglalkoztak, de sokan készítettek gyógyolajat, főztek szeszt és pokrócszövéssel is foglalkoztak.
Fényes Elek 1851-ben kiadott geográfiai szótárában így ír a faluról: „Hrabovka, tót falu, Trencsén vmegyében, Szucsa fiókja: 305 kath., 17 evang., 2 zsidó lak. F. u. Szina, Hrabovszky, Lamecska család.”
A trianoni békéig Trencsén vármegye Trencséni járásához tartozott.

## Népessége
| Év:            | 1994. | 2004.   | 2014.   | 2024.   |
| -------------- | ----- | ------- | ------- | ------- |
| Emberek száma: | 419   | 431     | 420     | 439     |
| Eltérés:       |       | +2,86 % | -2,55 % | +4,52 % |

| Év:            | 2023. | 2024.   |
| -------------- | ----- | ------- |
| Emberek száma: | 440   | 439     |
| Eltérés:       |       | -0,22 % |

1880-ban 273 lakosából 261 szlovák, 7 német anyanyelvű és 5 csecsemő volt; ebből 240 római katolikus, 21 zsidó és 12 evangélikus vallású.
1910-ben 300 lakosából 278 szlovák, 12 német, 4 magyar és 6 egyéb anyanyelvű volt.
2001-ben 427 lakosából 425 szlovák volt.
2011-ben 435 lakosából 411 szlovák és 24 ismeretlen nemzetiségű volt.

## Külső hivatkozások
- E-obce.sk Archiválva 2008. december 7-i dátummal a Wayback Machine-ben
- Községinfó
- Szúcsgyertyános Szlovákia térképén